# Silkstone Common
Silkstone Common – wieś w Anglii, w hrabstwie ceremonialnym South Yorkshire, w dystrykcie metropolitalnym Barnsley. Leży 18 km na północ od miasta Sheffield i 246 km na północny zachód od Londynu.